# 凱爾扎茲
29°27′N 1°25′W / 29.450°N 1.417°W

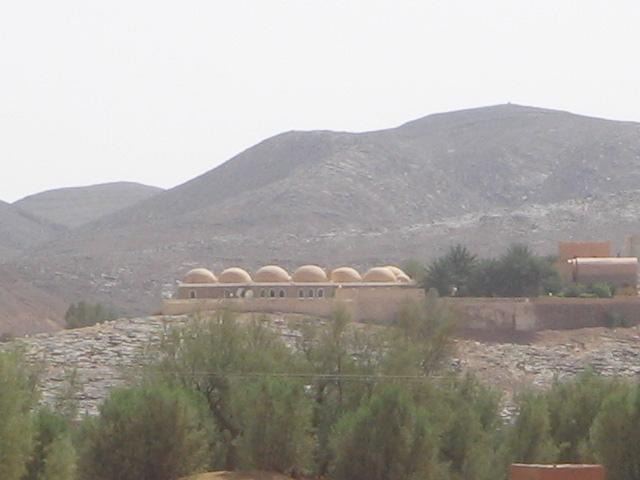

凱爾扎茲（阿拉伯语：‎），是阿爾及利亞的城鎮，位於該國西部，由貝沙爾省負責管轄，是凱爾扎茲區的首府，面積10,520平方公里，海拔高度397米，2008年人口5,028，人口密度每平方公里0.5人。